# HMS M32
HMS M32 — монітор типу M29 Королівського флоту.

## Історія створення
У березні 1915 року HMS M32 та однотипні монітори були замовлені з Harland & Wolff, Белфаст. Однак HMS M32 та HMS M33 були передані субпідряднику на розташовану поблизу верф Workman Clark Limited. Спущений на воду 22 травня 1915 року, монітор був завершений у червні 1915 року.

## Історія служби
Після завершення HMS M31 було відправлено до Середземномор'я. Там він взяв участь у битві при Яффі та третій битві за Газу і пробув до березня 1919 р. Він служив з травня по вересень 1919 року в підтримці британських сил і антибільшовицьких формувань на Білому морі, перш ніж повернувся до Англії.
HMS M32 продали 29 січня 1920 року для використання в ролі нафтового танкера під назвою Ampat (числівник «чотири» малайською). Використовувався для перевезення нафти з місця добування на озері Маракайбо до Кюросао. Реквізований німецьким флотом під час Другої світової війни. Після війни використовувався Францією для перевезення вина під ім'ям «Колетт Рішар» (Colette Richard). пішов на злам 1951.